# Widukind av Corvey
Widukind (Wittekind) var en forntysk munk och historieskrivare i det berömda klostret Corvey i Westfalen. 
Widukind skrev omkring 968, eldad av Otto den stores bragder, på latin det saxiska folkets historia intill Otto, Res gestæ saxonicæ (i tre böcker), än i dag en av de viktigaste källskrifterna för hans samtids tyska historia. Den tillägnades Ottos dotter, abbedissan Matilda av Quedlinburg. 
Widukinds politiska synkrets är inskränkt, men han är i sina uppgifter sanningskär och tillförlitlig. I stilen söker han efterlikna Sallustius. Hans verk är utgivna av bland andra Georg Waitz i "Monumenta Germaniæ historica" ("Scriptores", tredje bandet, 1839; ny upplaga 1861); separatupplaga med inledning av K.A. Kehr (1904). 